# داعل (بترون)
داعل هي إحدى القرى اللبنانية من قرى قضاء البترون في محافظة الشمال.